# ヤジド・ヤシーン
ヤジド・ヤシーン（Yazid Yasin、1979年6月24日 - ）は、シンガポールの元サッカー選手。元シンガポール代表。現役時代のポジションはGK。
Sリーグが設立されてから全てのタイトルを獲得した稀な選手の一人である。また、現在Sリーグ最年長選手である。

## 経歴
ユース時代には1995年のライオン・シティ・カップでシンガポールU-16代表の一員としてゴールを守り、同チームに勝利を与えた。このチームではインドラ・サーダン・ダウドやアマド・ラティフ・カマルディンとチームメイトであった。
この時の活躍によって、1996年にセンバワン・レンジャーズFCに加入、同年から始まったSリーグに所属する事となった。センバワン・レンジャーズFCはこの年、負傷者が続出したために彼はミッドフィールダーとしても出場し、ミッドフィールダーとしても知られた。
1999年にはホーム・ユナイテッドFCに移籍し、Sリーグを制した。また、同年の最優秀若手選手にも選出された。翌年にはシンガポール・カップもホーム・ユナイテッドの一員として制覇している。
2001年より再びセンバワン・レンジャーズFCに復帰し、2004年にはウッドランド・ウェリントンFCに移籍した。2007年にはウッドランド・ウェリントンFCの一員としてシンガポール・リーグカップを制している。
2009年にはゲイラン・ユナイテッドFCに移籍、同年のシンガポール・カップを制した。この年のシンガポール・カップ決勝でタイ・プレミアリーグ所属のバンコク・グラスFCに対してPKを与えたゲイラン・ユナイテッドFCは、彼のセーブによって失点を逃れ、1-0で勝利し、マン・オブ・ザ・マッチに選出された。2010シーズンはAFCカップに出場し、ベトナムサッカーリーグの覇者であるSHBダナンFC、香港FAカップの勝者である大埔足球会と対戦した。
2012年11月19日、かつて所属したウッドランド・ウェリントンFCに復帰する事が発表された。この時点でサザリ・サレー(158試合出場)、郭太辰(138試合出場)、ラーッカド・アブドゥルハジ(129試合出場)に次いで、同チームの歴代四位の出場数となっていた。復帰後初出場、すなわち125試合目の出場は2013年2月21日のウォリアーズFC戦で2-2の引き分けに終った。
34歳で迎えた7月16日には、Sリーグ400試合出場を果たした。この試合はホームのウッドランズ・スタジアムで迎えたヤング・ライオンズ戦で、5-2の勝利を挙げている。
2015年、ウッドランド・ウェリントンFCがホウガン・ユナイテッドFCに合併されると、再びゲイラン・インターナショナルFCに移籍した。前年にアレクサンダー・ドゥリッチが現役を引退したため、同リーグに所属する最年長選手となった。

## 代表歴
1999年6月29日に行われたニュージーランド代表との親善試合で代表初出場を果たしたが、以降の出場は無かった。

## 個人成績

### クラブ
2015年4月8日現在
| 国内大会個人成績 | 国内大会個人成績     | 国内大会個人成績 | 国内大会個人成績 | 国内大会個人成績 | 国内大会個人成績          | 国内大会個人成績 | 国内大会個人成績 | 国内大会個人成績 | 国内大会個人成績 | 国内大会個人成績 | 国内大会個人成績 |
| 年度             | クラブ               | 背番号           | リーグ           | リーグ戦         | リーグ戦                  | リーグ杯         | リーグ杯         | オープン杯       | オープン杯       | 期間通算         | 期間通算         |
| 年度             | クラブ               | 背番号           | リーグ           | 出場             | 得点                      | 出場             | 得点             | 出場             | 得点             | 出場             | 得点             |
| シンガポール     | シンガポール         | シンガポール     | シンガポール     | リーグ戦         | リーグ戦                  | リーグ杯         | リーグ杯         | シンガポール杯   | シンガポール杯   | 期間通算         | 期間通算         |
| ---------------- | -------------------- | ---------------- | ---------------- | ---------------- | ------------------------- | ---------------- | ---------------- | ---------------- | ---------------- | ---------------- | ---------------- |
| 1996             | センバワン           |                  | Sリーグ          |                  |                           |                  |                  |                  |                  |                  |                  |
| 1997             | センバワン           |                  | Sリーグ          |                  |                           |                  |                  |                  |                  |                  |                  |
| 1998             | センバワン           |                  | Sリーグ          |                  |                           |                  |                  |                  |                  |                  |                  |
| 1999             | ホーム・ユナイテッド |                  | Sリーグ          |                  |                           |                  |                  |                  |                  |                  |                  |
| 2000             | ホーム・ユナイテッド |                  | Sリーグ          |                  |                           |                  |                  |                  |                  |                  |                  |
| 2001             | センバワン           |                  | Sリーグ          |                  |                           |                  |                  |                  |                  |                  |                  |
| 2002             | センバワン           |                  | Sリーグ          |                  |                           |                  |                  |                  |                  |                  |                  |
| 2003             | センバワン           |                  | Sリーグ          |                  |                           |                  |                  |                  |                  |                  |                  |
| 2004             | ウッドランド         |                  | Sリーグ          |                  |                           |                  |                  |                  |                  |                  |                  |
| 2005             | ウッドランド         |                  | Sリーグ          |                  |                           |                  |                  |                  |                  |                  |                  |
| 2006             | ウッドランド         |                  | Sリーグ          |                  |                           |                  |                  |                  |                  |                  |                  |
| 2007             | ウッドランド         |                  | Sリーグ          |                  |                           |                  |                  |                  |                  |                  |                  |
| 2008             | ウッドランド         |                  | Sリーグ          |                  |                           |                  |                  |                  |                  |                  |                  |
| 2009             | ゲイランU            |                  | Sリーグ          | 28               | 0                         | 0                | 0                | 0                | 0                | 28               | 0                |
| 2010             | ゲイランU            |                  | Sリーグ          | 19               | 0                         | 0                | 0                | 0                | 0                | 19               | 0                |
| 2011             | ゲイランU            |                  | Sリーグ          | 31               | 0                         | 1                | 0                | 1                | 0                | 33               | 0                |
| 2012             | ゲイランU            |                  | Sリーグ          | 22               | 0                         | 0                | 0                | 1                | 0                | 23               | 0                |
| 2013             | ウッドランド         |                  | Sリーグ          | 14               | 0                         | 4                | 0                | 1                | 0                | 19               | 0                |
| 2014             | ウッドランド         |                  | Sリーグ          | 25               | 0                         |                  |                  |                  |                  |                  |                  |
| 2015             | ゲイランI            | 18               | Sリーグ          | 26               | 0                         | 4                | 0                | 3                | 0                | 33               | 0                |
| 2016             | ウォリアーズ         | 1                |                  |                  |                           |                  |                  |                  |                  |                  |                  |
| 通算             | シンガポール         | シンガポール     | Sリーグ          | 451              | 0\|\|\|\|\|\|\|\|\|\|\|\| |                  |                  |                  |                  |                  |                  |
| 総通算           | 総通算               | 総通算           | 総通算           | 451              | 0\|\|\|\|\|\|\|\|\|\|\|\| |                  |                  |                  |                  |                  |                  |

AFCカップでの出場一覧
| #                 | 日附          | 場所                                         | クラブ                   | 対戦相手    | 結果 | 大会          |
| ----------------- | ------------- | -------------------------------------------- | ------------------------ | ----------- | ---- | ------------- |
| 1.                | 2010年2月24日 | シンガポール・ジャラン・ベサール・スタジアム | ゲイラン・ユナイテッドFC | 大埔足球会  | 1–1  | AFCカップ2010 |
| 2.                | 2010年3月17日 | ダナン・チー・ラン・スタジアム               | ゲイラン・ユナイテッドFC | SHBダナンFC | 2–3  | AFCカップ2010 |
| 2012年11月4日現在 |               |                                              |                          |             |      |               |

### 代表
代表での出場一覧
| #                 | 日附          | 場所                             | 対戦相手         | 結果 | 大会     |
| ----------------- | ------------- | -------------------------------- | ---------------- | ---- | -------- |
| 1.                | 1999年6月29日 | シンガポール・カラン・スタジアム | ニュージーランド | 0–1  | 親善試合 |
| 2012年11月4日現在 |               |                                  |                  |      |          |

## タイトル

### クラブ
ホーム・ユナイテッドFC
- Sリーグ: 1999
- シンガポール・カップ: 2000

ウッドランド・ウェリントンFC
- シンガポール・リーグカップ: 2007

ゲイラン・ユナイテッドFC
- シンガポール・カップ: 2009

### 個人
- Sリーグ最優秀若手選手: 1999